# County Hall

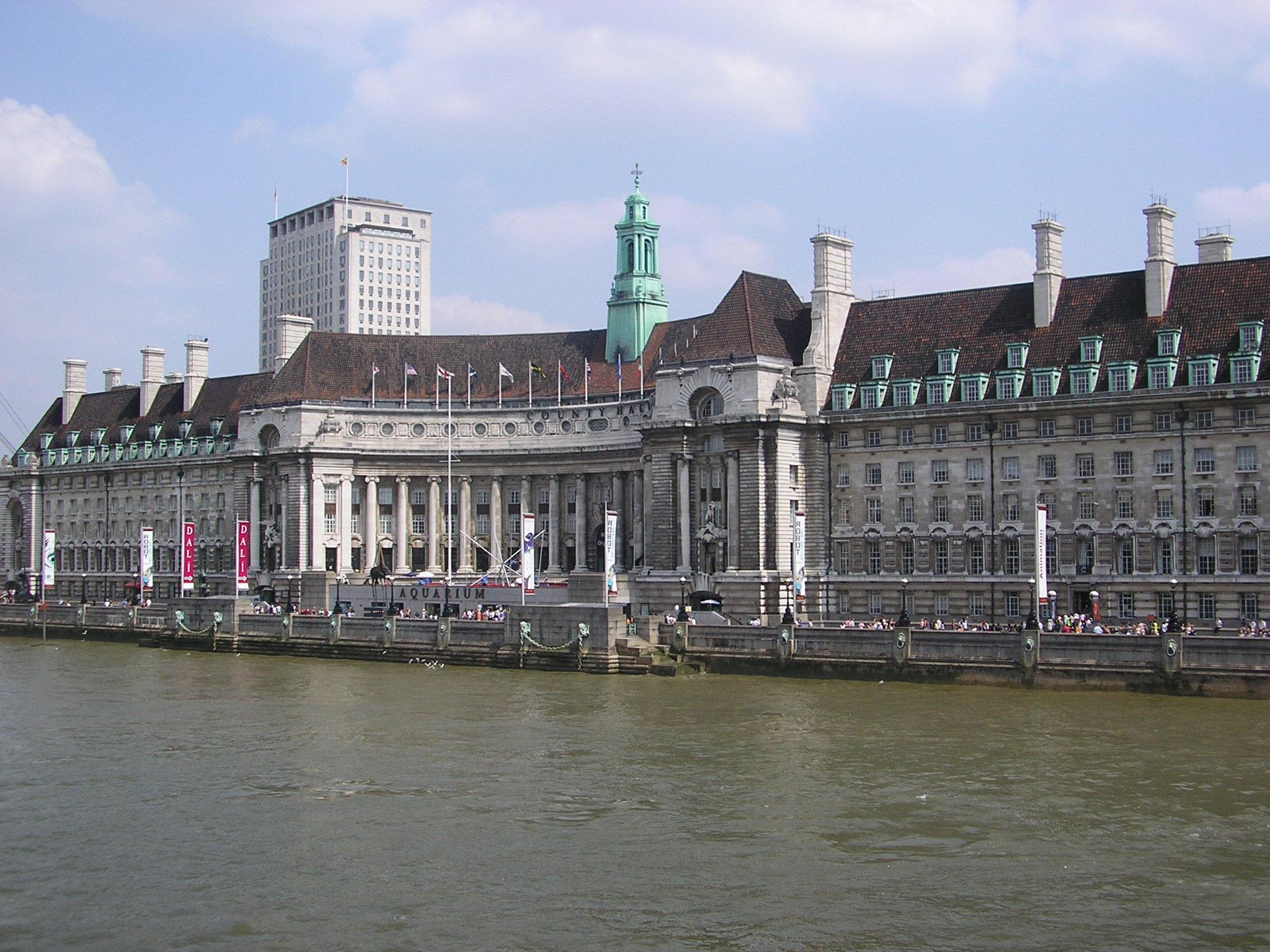
El County Hall.

El County Hall  (Saló Comtal en  anglès) és un edifici situat al districte londinenc de  Lambeth, va ser la seu del Consell del Gran Londres. L'edifici està a la vora del riu Tàmesi, al nord del Westminster Bridge i davant del Palau de Westminster. Les estacions de metro més properes són  Waterloo i  Westminster.
Avui dia el County Hall és un lloc de negocis i atraccions, que inclouen l'Univers Dalí, el London Aquarium i una zona de jocs  Namco Station . El London Eye està al costat de l'edifici, i les seves taquilles i botigues estan siuades al seu interior. També hi ha una zona de sales d'exhibicions que van ser la seu de la Saatchi Gallery des del 2003 al 2006 i que ara es fa servir per a exposicions itinerants. Altres parts de l'edifici alberguen dos hotels (1 Premier Travel Inn i un Marriott Hotel de cinc estrelles), diversos restaurants i alguns habitatges. Hi ha disponibles espais per a altres usos, inclosa la Cambra del Consell de Londres al cor de l'edifici.

## Història
L'edifici principal de sis plantes va ser dissenyat per Ralph Knott. La seva façana està realitzada en pedra de Portland en un estil "Barroc Eduardí". La construcció, que va ser portada a terme per Holland, Hannen & Cubbitts, va començar a 1911 i va ser inaugurada en 1922 pel rei Jordi V. Els edificis posteriors (el bloc nord i el sud) van ser completats posteriorment i van obrir a 1974